# Кариба Хайн
Кариба Даниел Хайн (на английски: Cariba Danielle Heine) е австралийска актриса, най-известна в ролята на Рики Чадуик в сериала „Н2О Просто добави вода“. Известна е още с ролите си като Бриджет Санчес в Blue Water High и Минди в „Глупави, глупави мъже“.

## Биография
Родена е в семейството на Мишел и Кевин Хайн в Йоханесбург, Република Южна Африка. През 1991 г. се мести в Австралия заедно с родителите си и брат си. На тригодишна възраст играе във видеоклип на Уил Йънг.

## Филмография
| Година      | Филм                                            | Роля           |
| ----------- | ----------------------------------------------- | -------------- |
| 2003        | Ballistic Sessions                              | Аманда         |
| 2005        | Strictly Dancing                                | себе си        |
| 2006 – 2009 | „H2O“                                           | Рики Чадуик    |
| 2007        | Stupid Stupid Man                               | Минди          |
| 2008        | Blue Water High                                 | Бриджет Санчес |
| 2009        | The Pacific                                     | Филис          |
| 2009        | A Model Daughter: The Killing of Caroline Byrne | Каролин Бърн   |
| 2009        | At the Tattooist                                | Алекс          |
| 2010        | Dance Academy                                   | Изабел         |
| 2010        | The Future Machine                              | Кейт Хил       |
| 2011        | Blood Brothers                                  | Ели Картър     |
| 2012        | Bait 3D                                         | Хедър          |
| 2012        | Howzat! Kerry Packer's War                      | Делвин         |
| 2014        | Friendly Advice                                 | Файт           |
| 2015        | Hiding                                          | Хариет         |
| 2016        | Русалките от Мако                               | Рики Чадуик    |